# Matteo Bobbi
Matteo Massimiliano Bobbi (Milano, 2 luglio 1978) è un ex pilota automobilistico, personaggio televisivo e commentatore televisivo italiano; nel 2003 ha vinto il Campionato FIA GT con il team BMS Scuderia Italia.

## Carriera
Inizia la sua carriera correndo nei Go Kart in varie categorie, ottenendo numerose vittorie e diventando pilota ufficiale Dunlop.
Negli anni 2000 passa all'automobilismo, prima in Formula Renault e successivamente nel campionato World Series by Nissan, ottenendo numerose vittorie e pole position. Partecipa inoltre con la Formula 3 al Gran Premio di Macao, arrivando 6º (miglior rookie e pilota Italiano).
I numerosi risultati positivi gli valgono l’ingaggio come pilota collaudatore e terzo pilota nel Team Minardi di F1, partecipando attivamente allo sviluppo delle vetture. Prende parte quindi alle prove libere durante il GP di Imola.
Nello stesso anno vince il prestigioso Casco d’Oro come miglior pilota italiano. 
Sempre nel 2003, viene ingaggiato dal team BMS Scuderia Italia per correre nel Campionato FIA GT con la Ferrari 550 Maranello, in coppia con Thomas Biagi, vincendolo. Diventa così Campione al primo tentativo.
Gli anni successivi lo vedono sempre protagonista nel Mondiale, in coppia con altri piloti come Gabriele Gardel e Jaime Melo, con il quale partecipa al mondiale GT2 con la Ferrari F430 della scuderia AF Corse - Team ufficiale Ferrari. Dopo la penultima gara, Melo e Bobbi sono in testa al campionato, ma Bobbi viene appiedato dalla Ferrari per l'ultima gara, in cui Melo prende punti. Pertanto Melo diventa Campione GT2 e Bobbi è secondo.
Ha corso inoltre in USA nel campionato di riferimento Rolex Grand Am con varie vetture, motorizzate in forma ufficiale da Ford e Lexus.
Ha partecipato inoltre al campionato Le Mans Series con una vettura LMP2, vincendo all'esordio; ha inoltre corso la famosa gara di durata 24 ore di Le Mans.
Ha partecipato negli anni del GT, guidando per marchi come Maserati, Lamborghini e Porsche.
Da alcune stagioni è Commentatore Talent ed Inviato ai GP di F1 per Sky Italia.
È Istruttore Premium di Guida Sportiva & Sicura per marchi come Porsche e Toyota, oltre ad essere tutor di giovani piloti.

## Risultati

### Formula 1
| 2003 | Scuderia | Vettura |  |  |  |    |  |  |  |  |  |  |  |  |  |  |  |  |  | Punti | Pos. |
| ---- | -------- | ------- |  |  |  | -- |  |  |  |  |  |  |  |  |  |  |  |  |  | ----- | ---- |
| 2003 | Minardi  | PS03    |  |  |  | SP |  |  |  |  |  |  |  |  |  |  |  |  |  | 0     |      |

| Legenda | 1º posto     | 2º posto | 3º posto    | A punti         | Senza punti/Non class.  | Grassetto – Pole position Corsivo – Giro più veloce |
| Legenda | Squalificato | Ritirato | Non partito | Non qualificato | Solo prove/Terzo pilota | Grassetto – Pole position Corsivo – Giro più veloce |

### Campionato FIA GT
(legenda) (Le gare in grassetto indicano la pole position) (Le gare in corsivo indicano Gpv)
| Stagione | Team                | 1   | 2   | 3   | 4   | 5   | 6   | 7   | 8   | 9   | 10  | 11  | Punti | Pos. |
| -------- | ------------------- | --- | --- | --- | --- | --- | --- | --- | --- | --- | --- | --- | ----- | ---- |
| 2003     | BMS Scuderia Italia | CAT | MAG | PER | BRN | DON | SPA | AND | OSC | EST | MON |     | 69    | 1°   |
| 2003     | BMS Scuderia Italia | 1   | 1   | 1   | 1   | 1   | Rit | Rit | 1   | 3   | 6   |     | 69    | 1°   |
| 2004     | BMS Scuderia Italia | MON | VAL | MAG | HOC | BRN | DON | SPA | IMO | OSC | DUB | ZHU | 74.5  | 2°   |
| 2004     | BMS Scuderia Italia | 2   | 2   | 4   | 1   | 11  | 4   | 3   | 4   | 4   | 1   | 3   | 74.5  | 2°   |

### 24 Ore di Le Mans
| Anno | Team       | Co-piloti                   | Auto             | Classe | Giri | Pos. | Class Pos. |
| ---- | ---------- | --------------------------- | ---------------- | ------ | ---- | ---- | ---------- |
| 2009 | Racing Box | Andrea Piccini Thomas Biagi | Lola B08/80-Judd | LMP2   | 203  | DNF  | DNF        |

### 12 Ore di Sebring
| Anno | Team              | Co-piloti                      | Auto               | Classe | Giri | Pos. | Class Pos. |
| ---- | ----------------- | ------------------------------ | ------------------ | ------ | ---- | ---- | ---------- |
| 2004 | Risi Competizione | Anthony Lazzaro Ralf Kelleners | Ferrari 360 Modena | GT     | 304  | 16°  | 6°         |